# Australopithecus anamensis
Espèce
Australopithecus anamensis est une espèce éteinte d'Australopithèque, ayant vécu en Afrique de l'Est d'environ 4,2 à 3,8 Ma avant le présent (AP). Elle a été décrite en 1995 à partir d'un ensemble de fossiles fragmentaires découverts au Kenya, à Allia Bay et Kanapoi, autour du lac Turkana. L'espèce a été définitivement établie par la découverte en 2016 en Éthiopie d'un crâne quasi complet, publiée en 2019.

## Historique

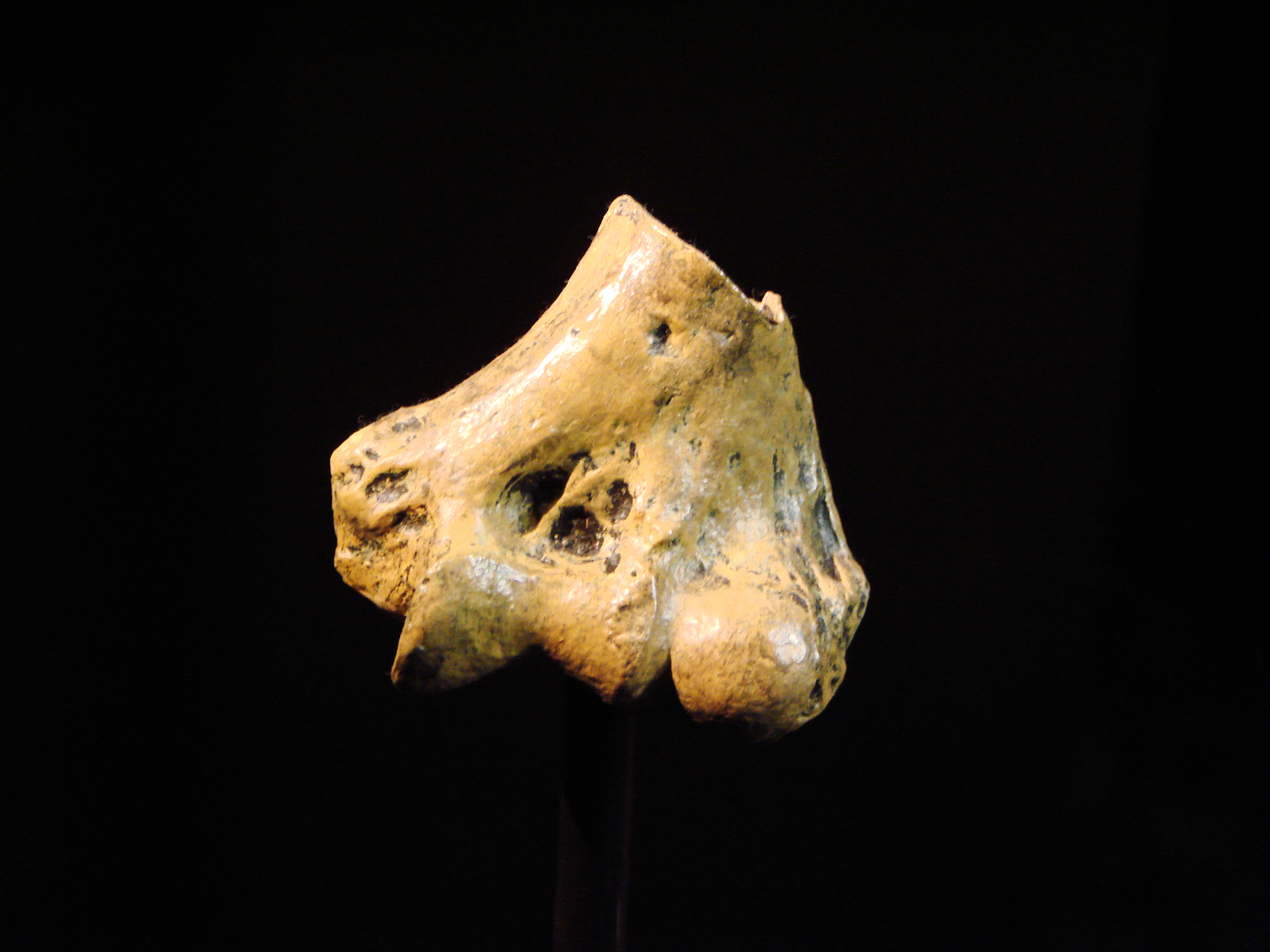
Extrémité distale de l’humérus droit (Kanapoi, Kenya, 1965)

Le premier spécimen fossile de l'espèce, quoique non reconnu comme tel à l'époque, était un os du bras isolé, trouvé en 1965 dans des strates du Pliocène de la région de Kanapoi, au sud-ouest du lac Turkana, au Kenya, par une équipe de recherche de l'université Harvard. À l'époque le spécimen a été provisoirement classé parmi les Australopithèques et daté d'environ 4 millions d'années (Ma).
On n'en a pas découvert beaucoup plus à son sujet jusqu'en 1987, lorsque le paléoanthropologue canadien Allan Morton (avec des membres de la Koobi Fora Field School de l'université Harvard) a découvert des fragments d'un spécimen qui faisaient saillie sur un flanc de colline partiellement érodé, à l'est d'Allia Bay, près du lac Turkana.

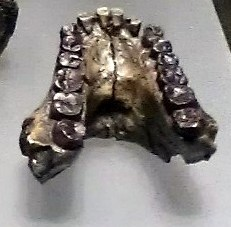
Maxillaire d'Australopithecus anamensis (holotype, KNM-KP 29281)

Six ans plus tard, les paléoanthropologues britannique Meave Leakey et américain Alan Walker fouillèrent à leur tour le site d'Allia Bay et y découvrirent plusieurs fragments fossiles supplémentaires de la même espèce, dont celui répertorié sous le code KNM-ER 20419. Une mandibule complète montre une forme upsiloïde, proche par cet aspect de celle du chimpanzé, avec la sectorialisation de la P3 caniniforme (première prémolaire), ce qui l'éloigne des dents humaines. En 1994, Meave Leakey et son équipe découvrirent des fossiles plus importants à Kanapoi.
En 1995, pour tenir compte des différences entre Australopithecus afarensis et les nouvelles découvertes, Meave Leakey et ses collaborateurs ont attribué ces dernières à une nouvelle espèce, Australopithecus anamensis. L'appellation est tirée du mot « anam », qui signifie « lac » en turkana.
En 2006, un site ayant livré environ 30 fossiles d'Australopithecus anamensis a été découvert dans la moyenne vallée de l'Awash, en Éthiopie, connue pour la présence d'Australopithèques plus récents, à dix kilomètres seulement des différentes localités qui ont livré l'espèce Ardipithecus ramidus, l'espèce la plus récente du genre Ardipithèque, datée de 4,4 Ma.
En 2019, un crâne presque complet découvert en 2016 à Woranso-Mille (de), en Éthiopie, et daté de 3,8 millions d'années, a été attribué à Australopithecus anamensis. Il s'avère qu'A. anamensis et A. afarensis diffèrent plus qu'on le pensait auparavant, et que les deux espèces auraient coexisté pendant au moins 100 000 ans, en contradiction avec l'hypothèse antérieure d'une éventuelle anagenèse entre les deux espèces,.

## Chronologie
Australopithecus anamensis a vécu entre 4,2 et 3,8 Ma. Les spécimens les plus anciens ont été trouvés entre deux couches de cendre volcanique, datées de 4,17 et 4,12 Ma. Le crâne trouvé en Éthiopie est daté de 3,8 Ma. Australopithecus anamensis est ainsi la plus ancienne espèce connue du genre Australopithèque.  

## Description
On a trouvé à ce jour une centaine de fossiles attribués à cette espèce, représentant plus de 20 individus. Ils comprennent notamment des maxillaires, des mandibules, des fragments de crânes et les parties supérieure et inférieure d'un tibia. Un fragment d'humérus, qui avait été trouvé en 1965 à Kanapoi, a été attribué à cette espèce. Le fossile le plus notable est le crâne quasi complet trouvé en 2016 en Éthiopie. Il montre une capacité crânienne de seulement 365 à 370 cm3, sensiblement inférieure à celle d'Australopithecus afarensis.

## Régime alimentaire
Une étude parue en 2012 a montré que cette espèce se nourrissait presque exclusivement de végétaux, et en particulier de graines, de tubercules, de fruits et laiches,.

## Analyse
Bien qu'on n'ait pas encore trouvé d'os du bassin ni du pied, Meave Leakey pense qu’Australopithecus anamensis était aussi bipède qu'Australopithecus afarensis, ce qui ne les empêchait pas d'être aussi restés en partie arboricoles. Grimper aux arbres est un comportement que les premiers Hominina ont conservé jusqu'à l'apparition d'Homo ergaster, le premier bipède exclusif, il y a environ 2 Ma.